# Zgornji Žerjavci
Zgornji Žerjavci je naselje v Občini Lenart.
Ležijo v dolini spodnjega toka potoka Velke ter na pobočjih in temenu slemena vzhodno nad njo. V dolini se na večjih kmetijah ukvarjajo z mesno živinorejo. Pred 1. svetovno vojno je bila tu polnilnica svetotrojiške slatine.